# Ōi
Ōi (jap. おおい町 Ōi-chō) – miasto w Japonii, na wyspie Honsiu, w prefekturze Fukui. Według danych na rok 2020 miejscowość zamieszkiwało 18 965 mieszkańców , a gęstość zaludnienia wyniosła 37,3 os./km².